# Shemonaella
Shemonaella is een geslacht van uitgestorven kreeftachtigen uit de klasse van de Ostracoda (mosselkreeftjes).

## Soorten
- Shemonaella ardmorensis (Bradfield, 1935) Sohn, 1971 †
- Shemonaella belsuensis (Buschmina, 1968) Buschmina, 1987 †
- Shemonaella bigsnowyensis (Scott, 1942) Sohn, 1971 †
- Shemonaella bosquetiana (Jones & Kirkby, 1886) Buschmina, 1975 †
- Shemonaella compressa (Jones & Kirkby, 1886) Sohn, 1971 †
- Shemonaella dutroi Sohn, 1971 †
- Shemonaella galba (Posner, 1951) Sohn, 1971 †
- Shemonaella guthreyi (Bradfield, 1935) Crasquin-Soleau, 1989 †
- Shemonaella inflata (Muenster, 1830) Coen, 1990 †
- Shemonaella karagandensis (Buschmina, 1959) Sohn, 1971 †
- Shemonaella lavalensis Crasquin-Soleau, 1989 †
- Shemonaella maccoyana (Schmidt, 1939) Sohn, 1971 †
- Shemonaella oblonga (Jones & Kirkby, 1865) Sohn, 1971 †
- Shemonaella oertlii Crasquin-Soleau, 1989 †
- Shemonaella opima (Kotschetkova, 1983) Coen, Michiels & Parisse, 1988 †
- Shemonaella oskolensis (Samoilova, 1962) Sohn, 1971 †
- Shemonaella parallela (Jones & Kirkby, 1865) Sohn, 1971 †
- Shemonaella praeinornata Buschmina, 1975 †
- Shemonaella procera (Ivanova, 1975) Buschmina, 1987 †
- Shemonaella rara (Tschigova, 1958) Crasquin-Soleau, 1989 †
- Shemonaella regula Crasquin, 1985 †
- Shemonaella rhombica (Jones & Kirkby, 1896) Sohn, 1971 †
- Shemonaella scotoburdigalensis (Hibbert, 1836) Robinson, 1978 †
- Shemonaella sibirica (Buschmina, 1968) Sohn, 1971 †
- Shemonaella subaequalis (Reed, 1927) Sohn, 1971 †
- Shemonaella subprocera Buschmina, 1987 †
- Shemonaella symmetrica (Kummerow, 1953) Sohn, 1971 †
- Shemonaella tuberculata Shi & Wang, 1987 †
- Shemonaella ukrainica (Tschernyschew, 1924) Sohn, 1971 †